# Piper excessum
Piper excessum är en pepparväxtart som beskrevs av William Trelease. Piper excessum ingår i släktet Piper och familjen pepparväxter. Inga underarter finns listade i Catalogue of Life.